# Университет Джубы
Университет Джубы (англ. University of Juba) — ведущее высшее учебное заведение в Южном Судане, также известное под названием Национальный университет Джубы. Расположен в столице страны, обучение проходит на английском языке. Был основан в 1975 году бывшим вице-президентом и президентом Южного Судана Абелем Алиером Квай. Это лучший по рейтингу университет в Южном Судане. 

## История
Университет Джубы был основан в 1977 году, с целью дать возможность получить высшее образование жителям южных районов Судана. Во время Второй суданской гражданской войны студенты университета продолжали обучение в Хартуме, так как университет был закрыт из-за военных действий. В 2006 году правительство Судана согласилось изменить название университета на Национальный университет Джубы

## Школа
- Школа государственной службы

- Школа медицины

- Школа бизнеса и менеджмента

- Школа права

- Школа образования

- Школа искусства, музыки и драмы

- Школа социальных и экономических исследований

- Инженерная школа

- Школа общественных исследований и развития сельских районов

- Школа искусств и гуманитарных наук

- Школа компьютерных наук и информационных технологий

- Школа прикладных и промышленных наук

- Школа природных ресурсов и экологических исследований

- Школа ветеринарной медицины

- Школа журналистики, СМИ и коммуникаций

- Школа математики

- Школа нефти и полезных ископаемых

- Школа медицинских лабораторий

- Школа сестринского дела

- Школа общественного здравоохранения

- Школа архитектуры

- Школа туризма и гостиничного бизнеса

## Специализированные центры
- Центр развития человеческих ресурсов и непрерывного образования

- Центр языков и перевода

- Центр дистанционного образования

- Центр мира и развития

- Центр переводов и языков

## Институты
- Институт исследований мира, развития и безопасности

- Национальный институт трансформационного лидерства

- Французский институт

## Колледжи
- Куайокский муниципальный колледж

- Высший колледж